# Stockholm Odenplan
Stockholm Odenplan je podzemní železniční zastávka ve Stockholmu na trati Citybanan. Leží pod stejnojmenným náměstím. Otevřena byla s celým úsekem 10. července 2017. Umožňuje přestup na zelenou linku metra. Stanici využívají spoje příměstské železnice Pendeltåg. 

## Popis
Stanice je jednolodní ražená, připomíná stanici metra. Kolejiště a nástupiště je odděleno skleněnými stěnami s automatickými dveřmi. Ražba probíhala metodou Drill&Blast. Stavba začala v roce 2009. Zastávka je připravená na stavbu druhého nástupiště, jelikož na obou stranách (na východě i západě od stanice) se nachází rozplety pro odbočky. Rovněž je v plánu v budoucnu tu vybudovat konečnou stanici nové žluté linky metra.[kdy?]
Stanice má dva výstupy: západní je řešený nejdříve jedním krátkým tříramenným eskalátorem a výtahem a poté dlouhým tříramenným eskalátorem a šikmým výtahem. Východní výstup vede do vestibulu společného se stanicí metra. Zde ze stanice vycházejí dva čtyřramenné a jeden tříramenný eskalátor do přestupního patra, odkud vedou dva jednoramenné eskalátory na úroveň metra a jeden tříramenný eskalátor a šikmý výtah do vestibulu. Rovněž ze stanice vychází pár výtahů do stanice metra se střední stanicí v mezipatře. Zde jsou také zřízeny odbočky pro plánované druhé nástupiště a žlutou linku.

## Výzdoba
Zastávka je bohatě vyzdobená, zejména osvětlení v eskalátorových tunelech připomíná vánoční světla na vánočním stromku. Po obou stranách nástupiště u stěn vedou tenké svítící linie se střídajícími se barvami.

## Galerie

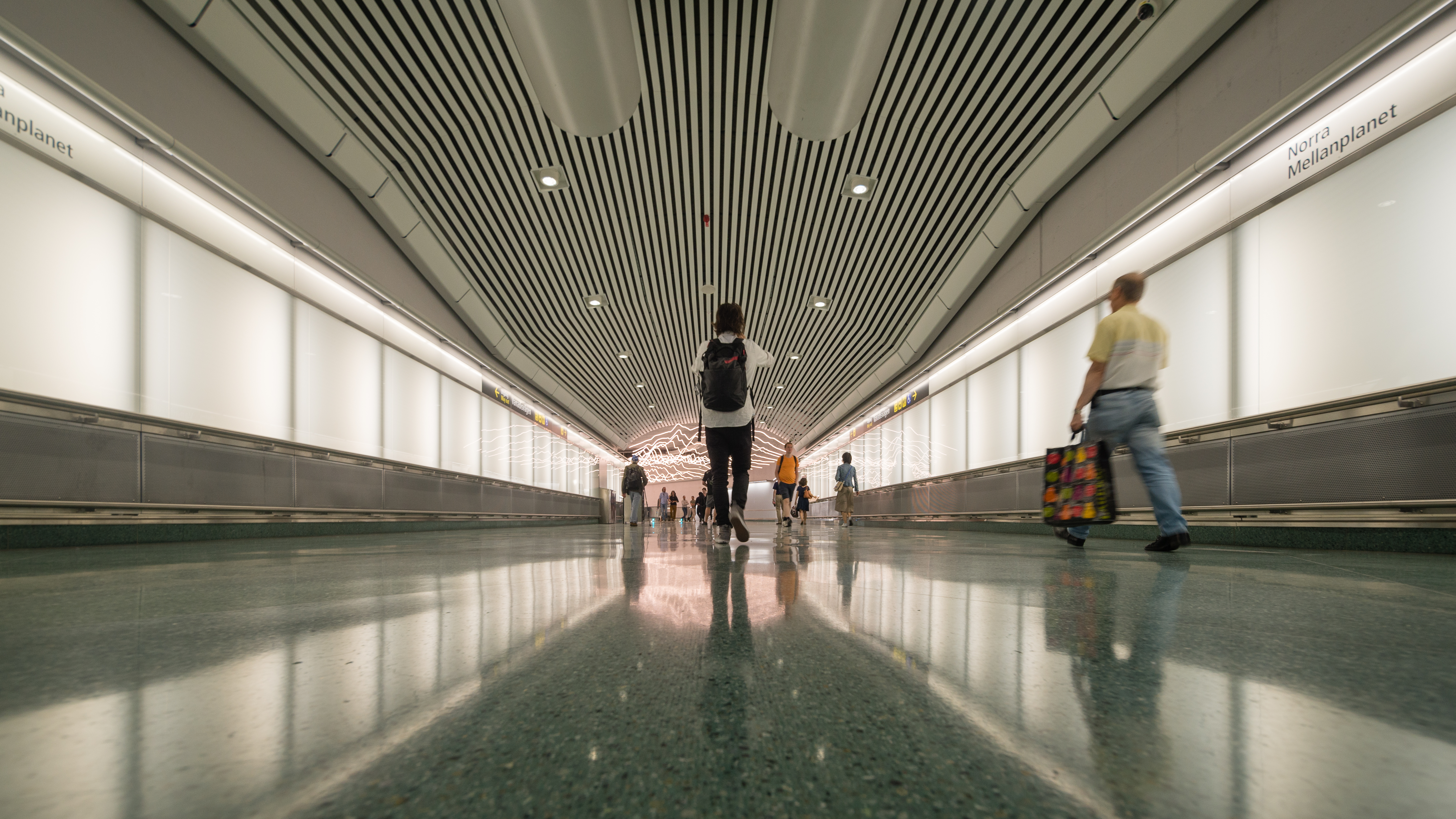
Chodba mezi eskalátory na západním výstupu
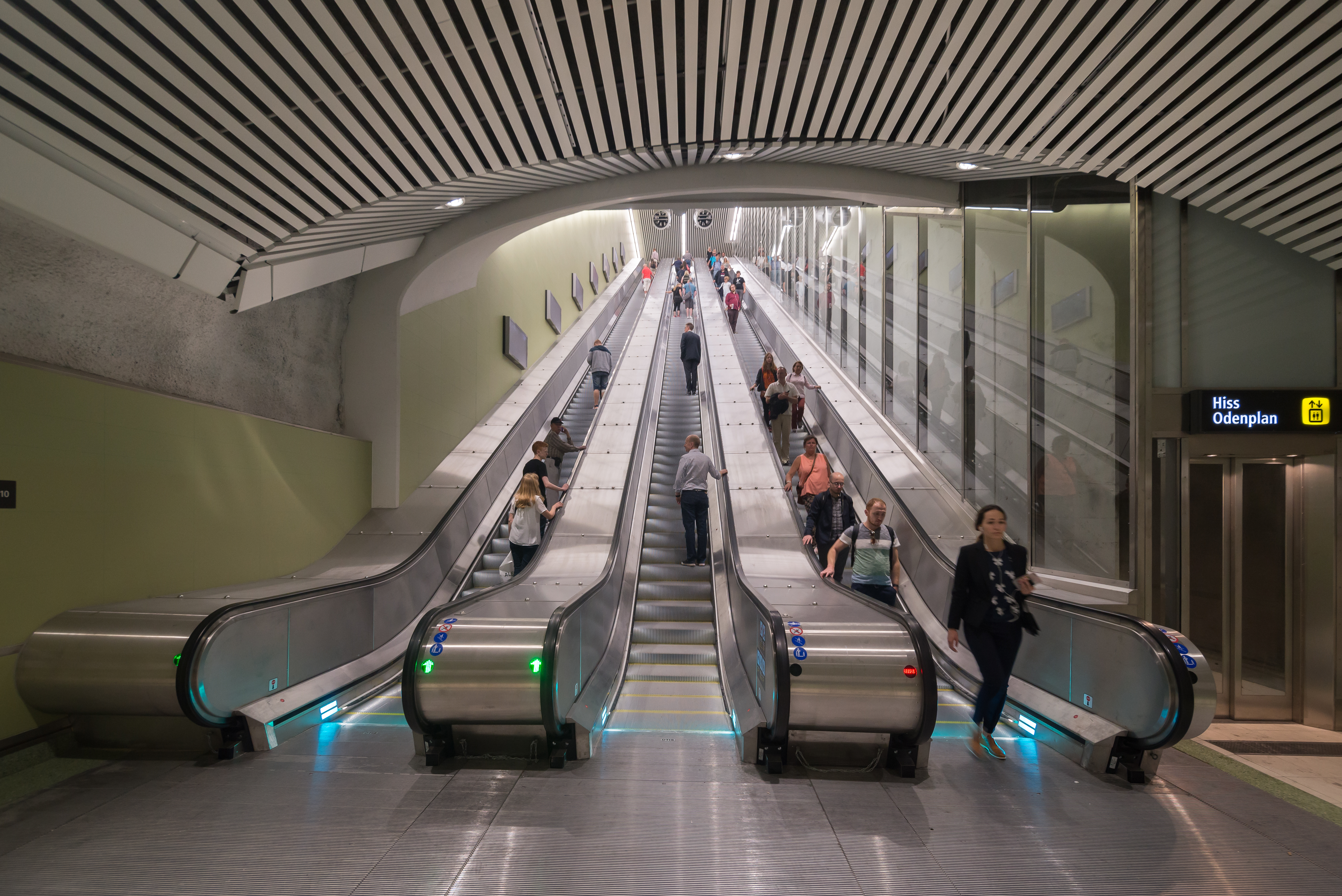
Východní výstup
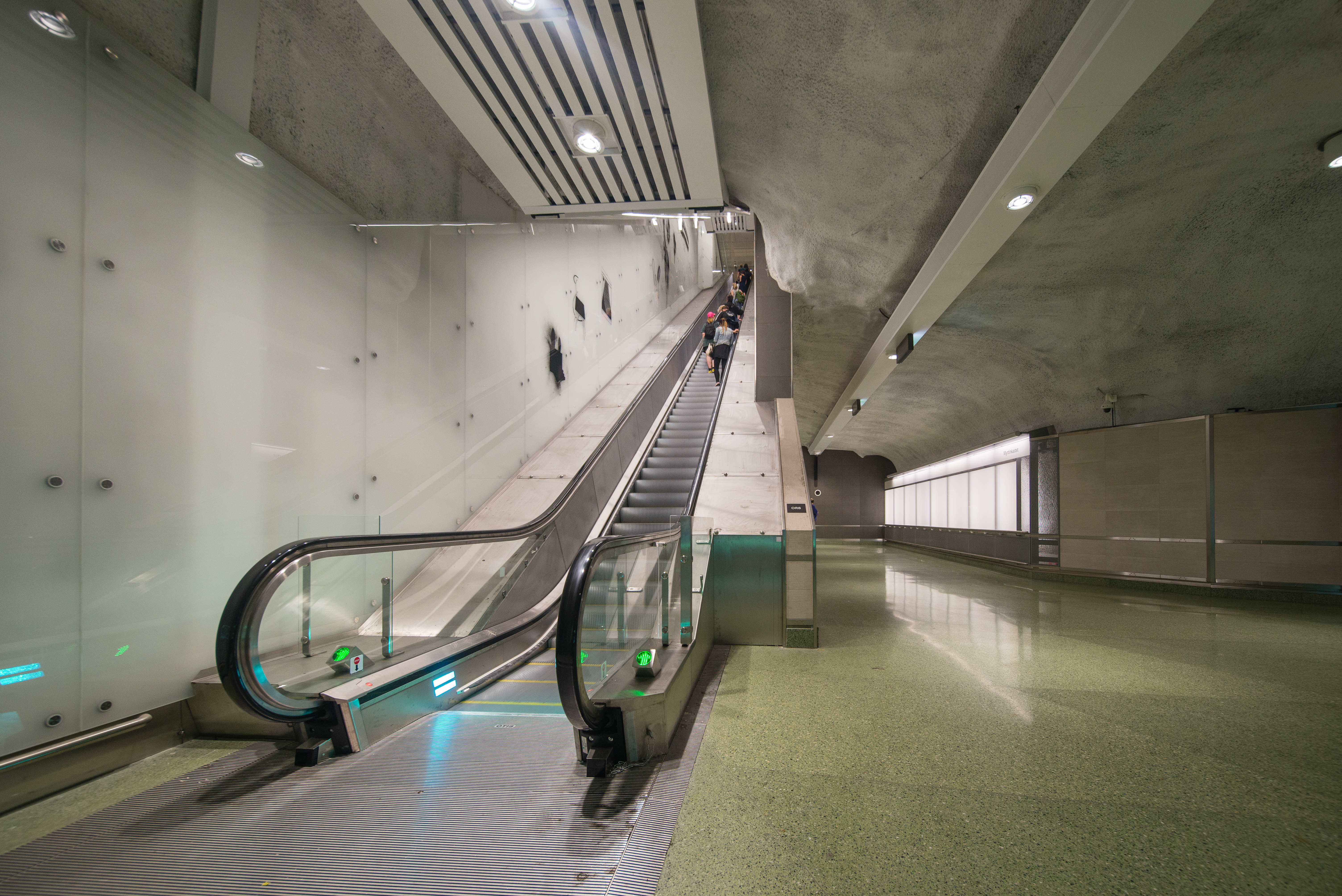
Přestup na zelenou linku metra
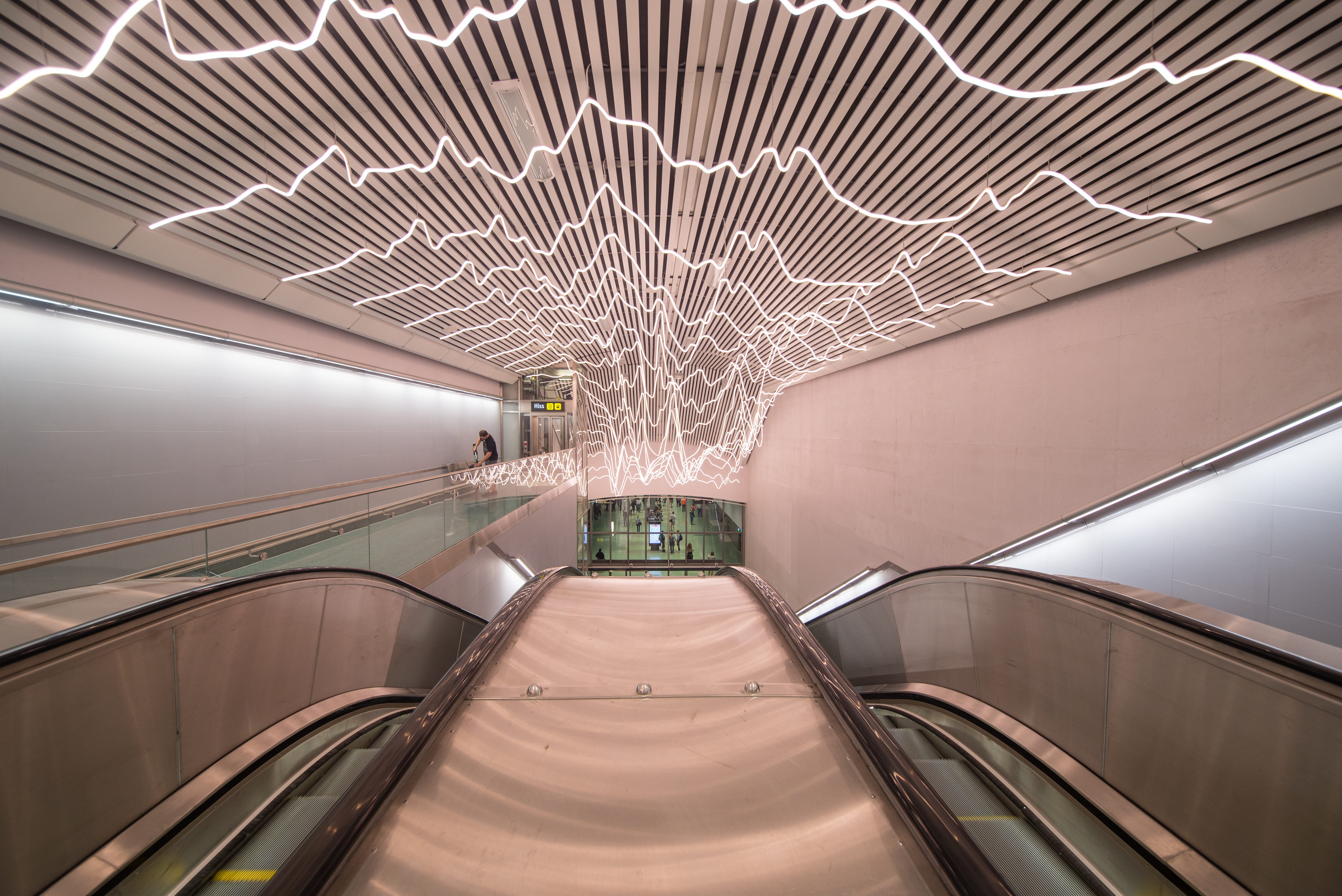
Západní výstup – spodní eskalátory a výtah
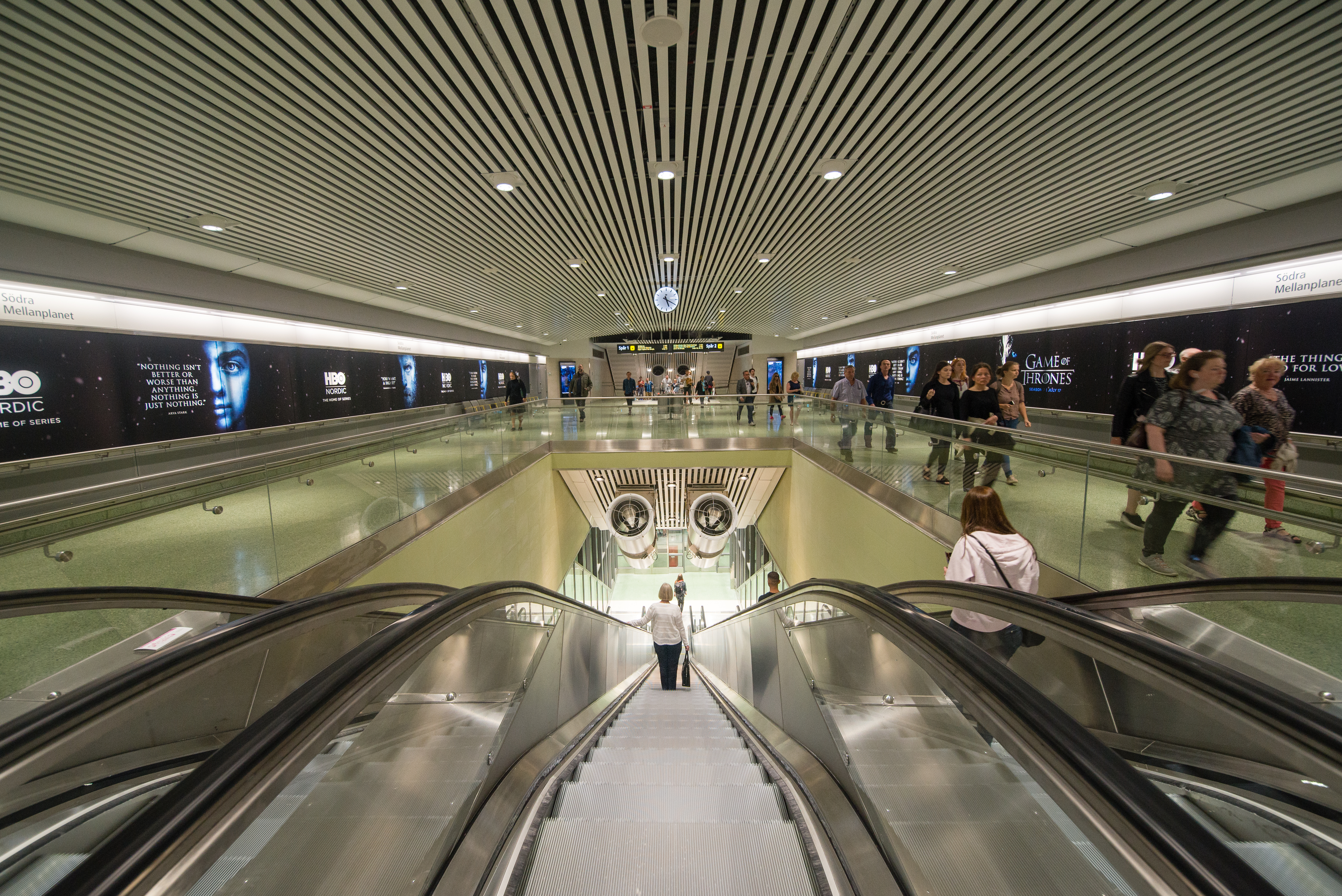
Východní výstup – eskalátor
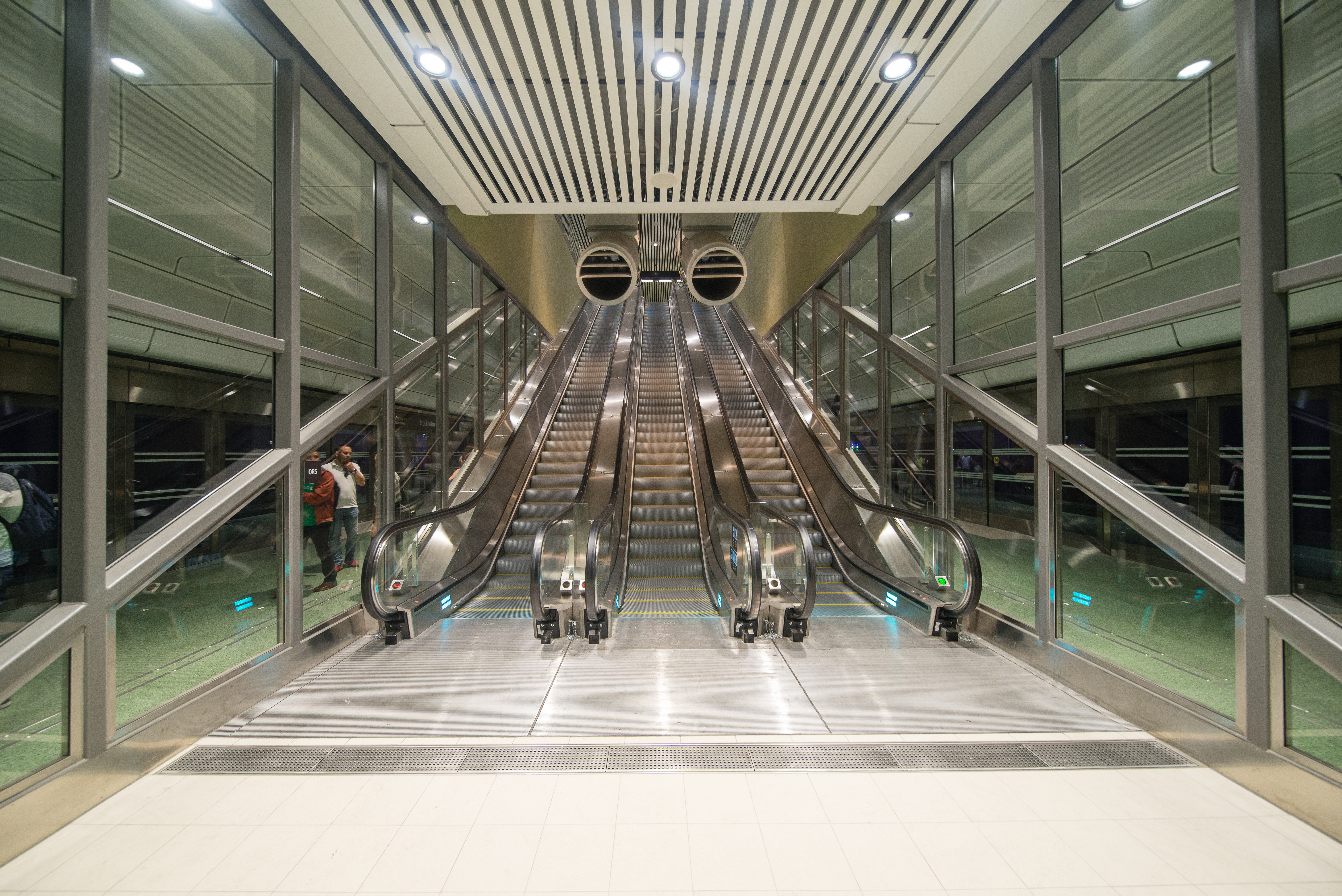
Východní výstup – eskalátor
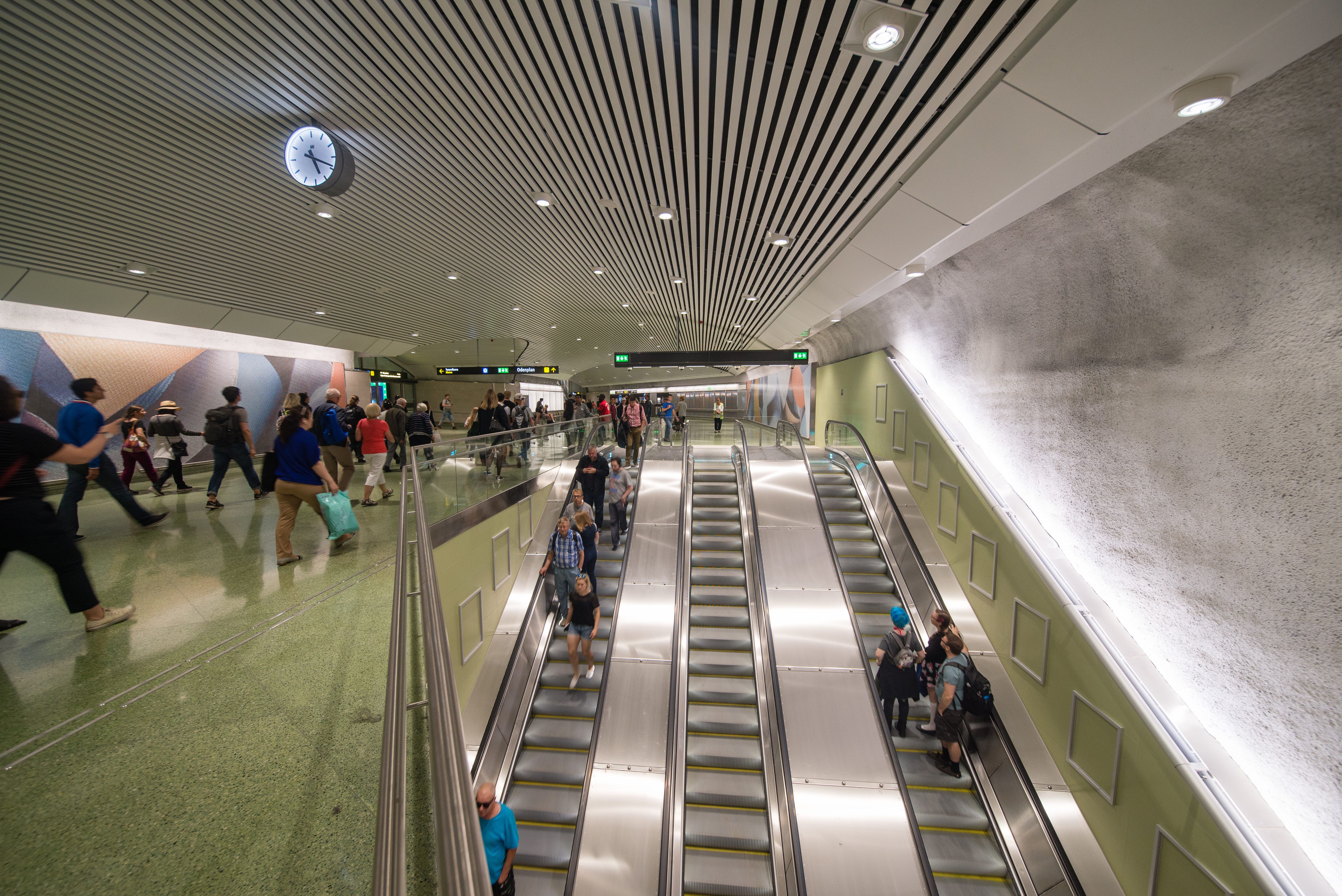
Východní výstup – eskalátor
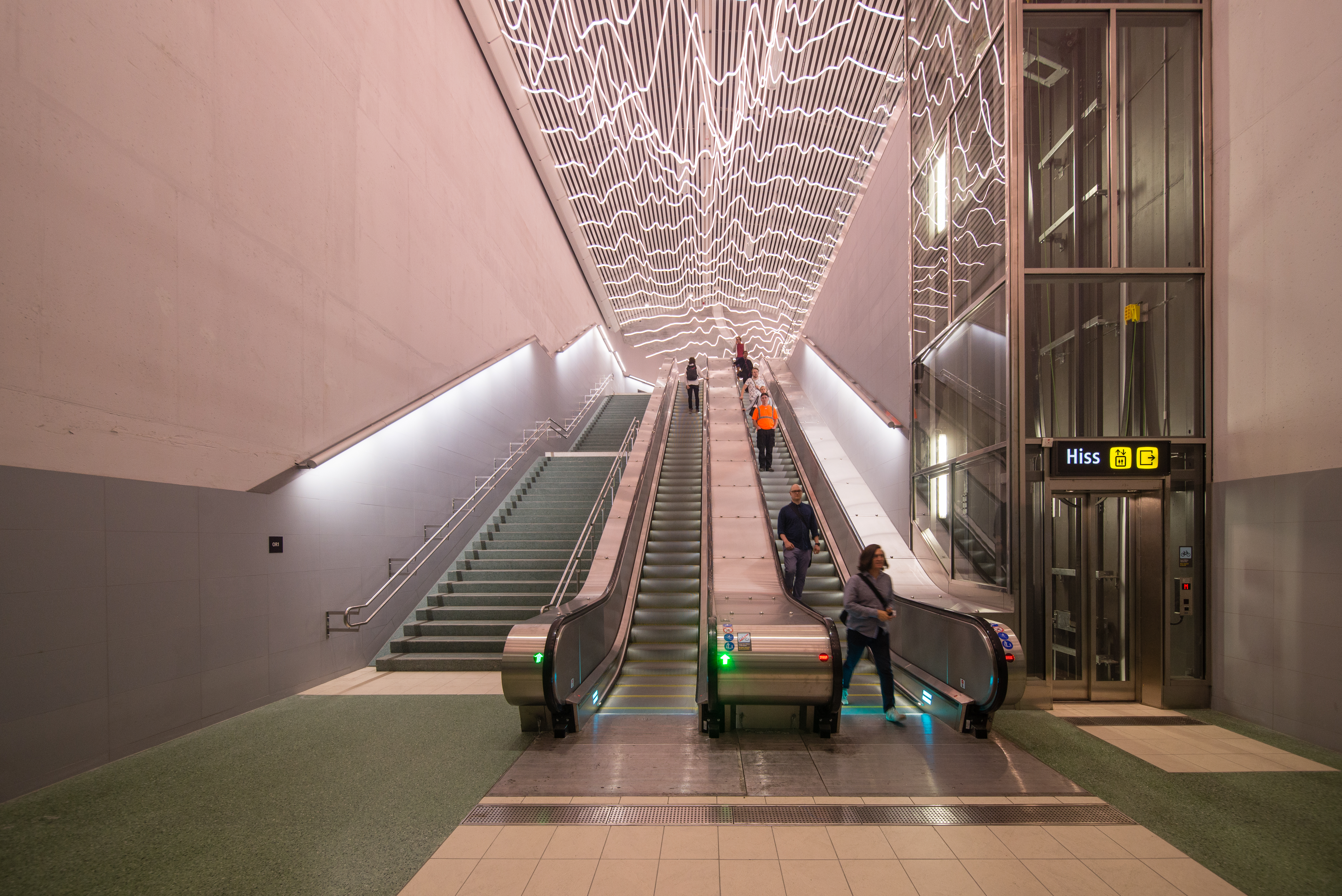
Západní výstup – spodní eskalátor, schodiště a výtah
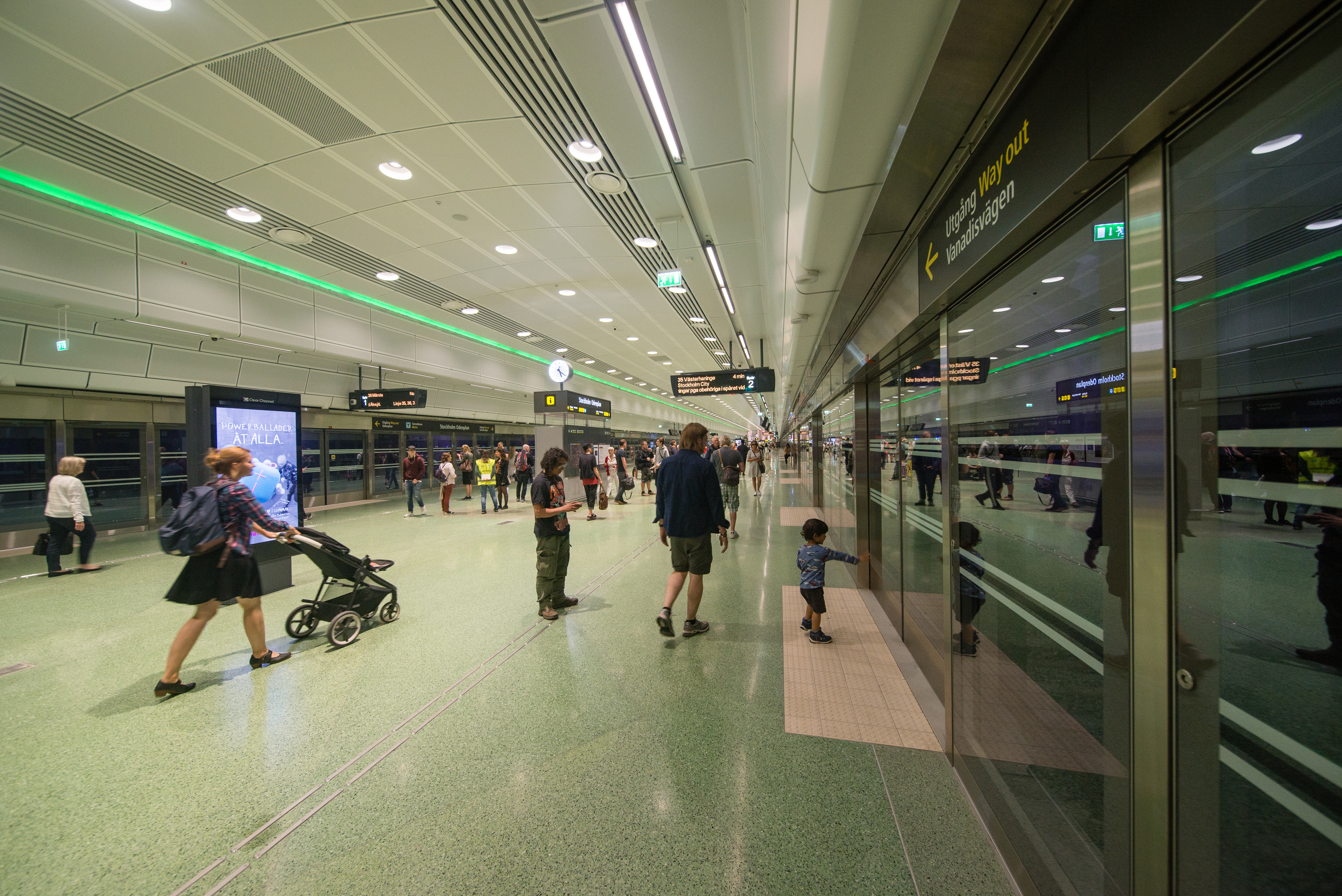
Nástupiště
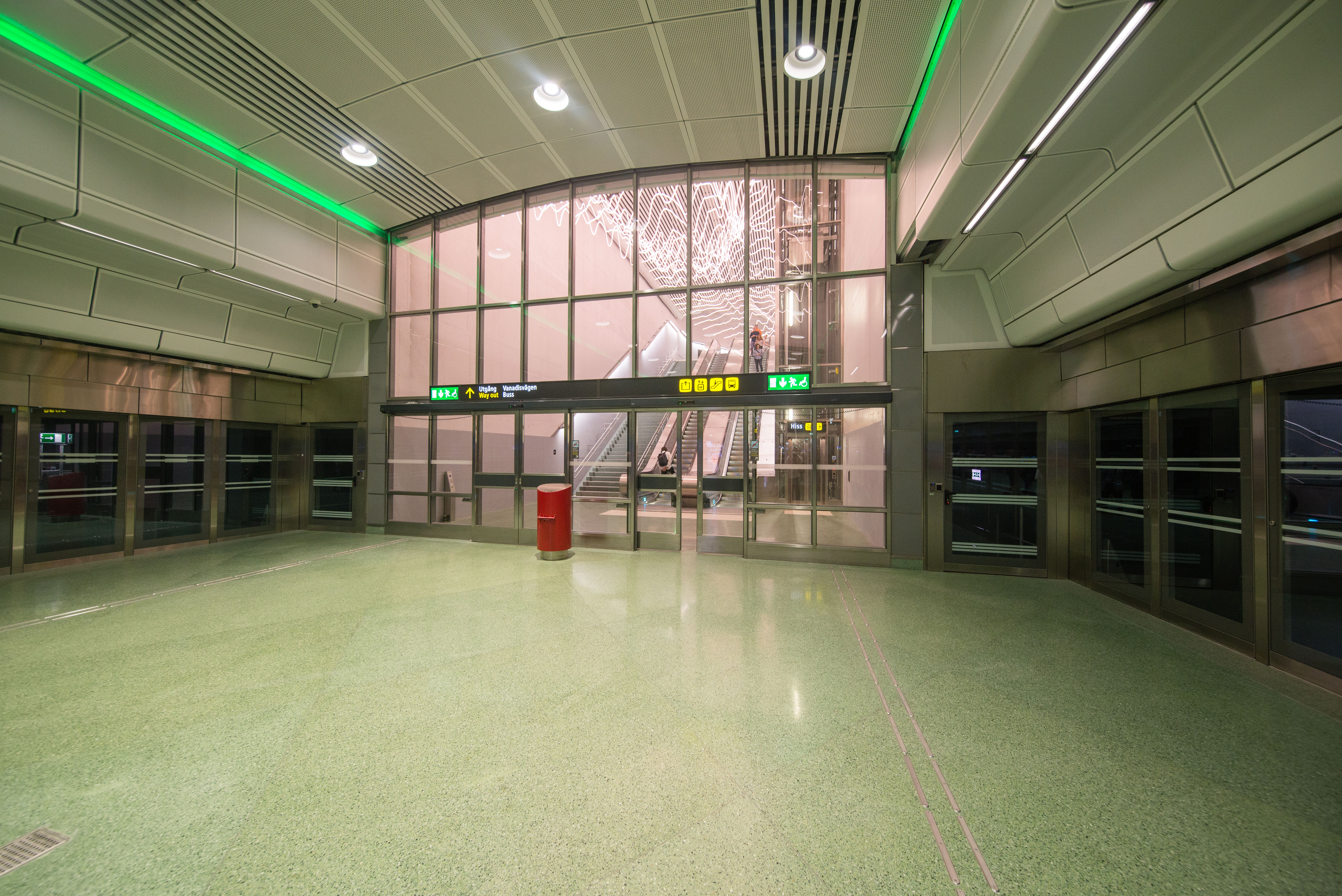
Západní výstup – pohled z nástupiště
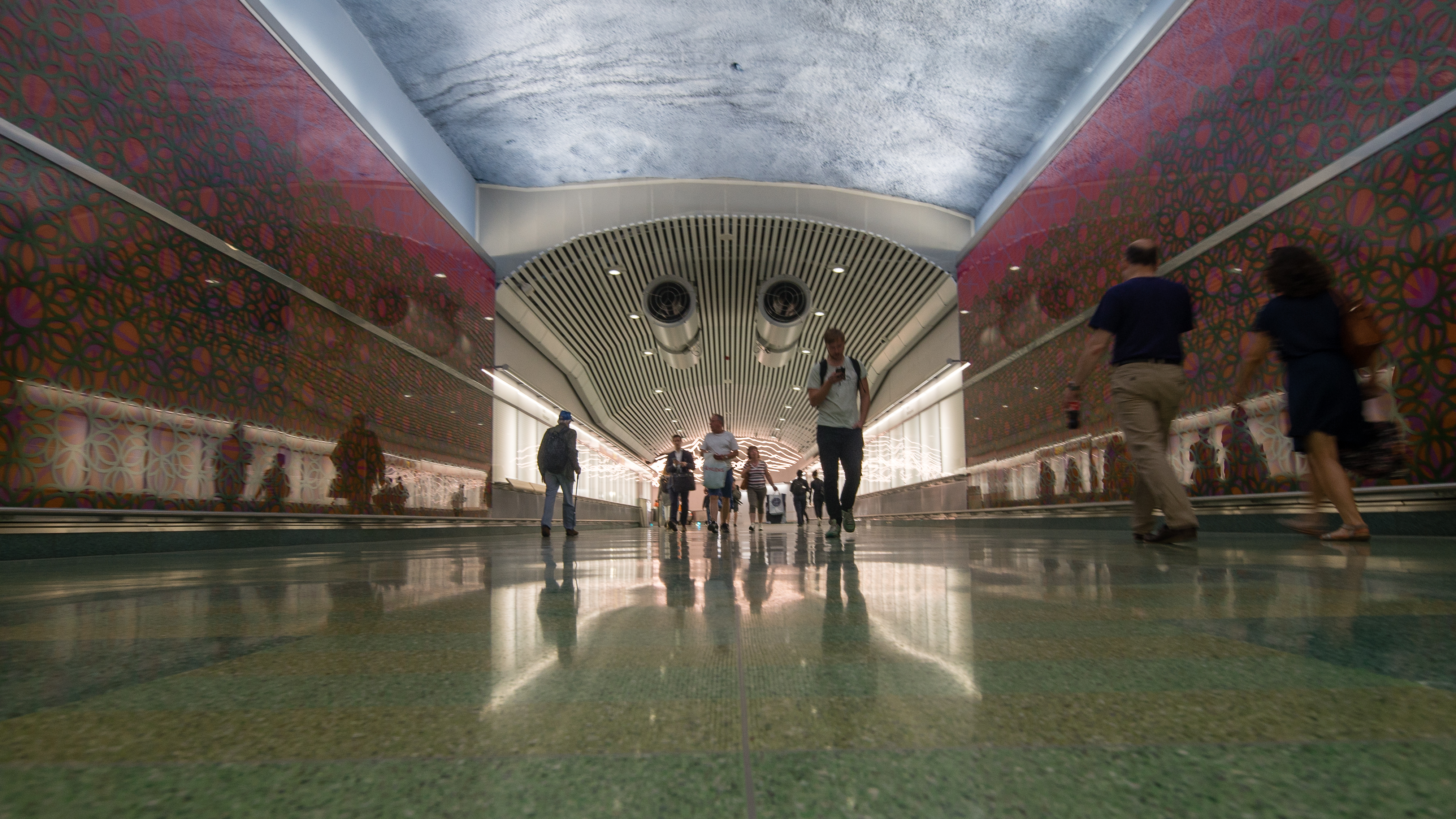
Západní výstup – výzdoba chodby mezi eskalátory a výtahy
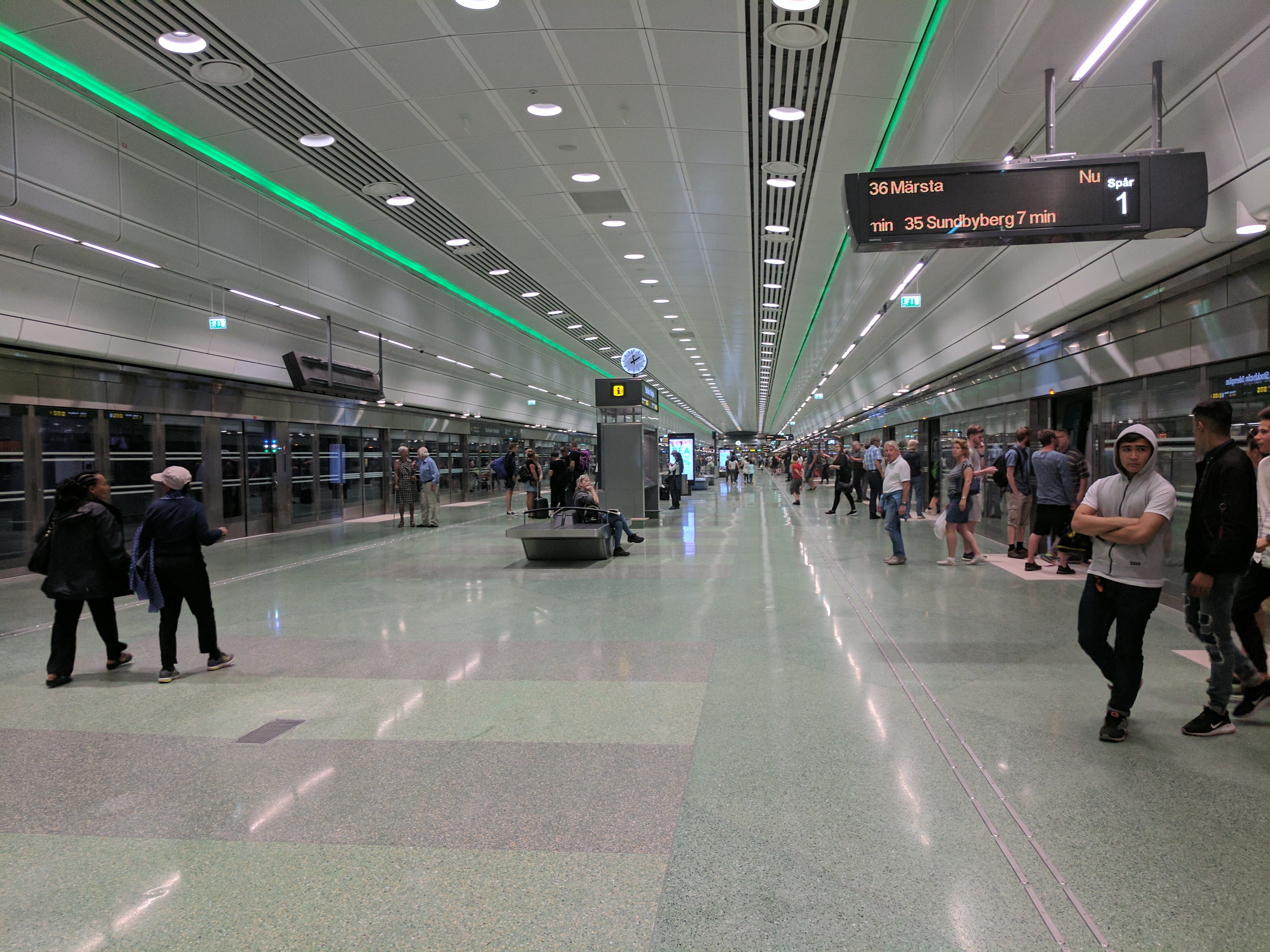
Nástupiště
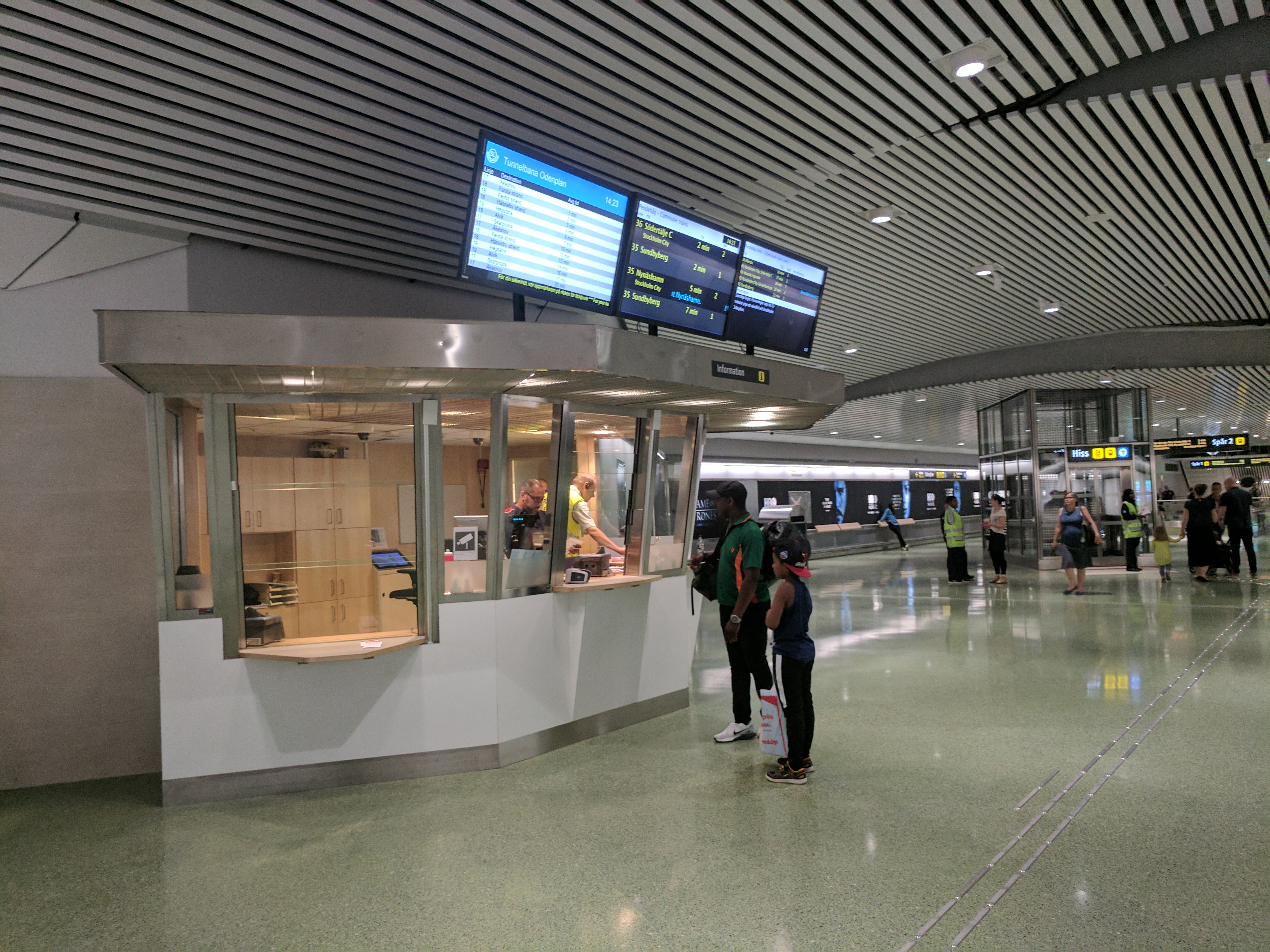
Informace v přestupní chodbě